# Анастасия Павлова
Анастасия Павлова Станковска Шаркова, по-известна само като Наста Павлова или Баба Наста, както и Наста Павлова – Македонката, е българска революционерка и известна народна певица от Македония. Тя е първата народна певица, пяла на живо по Българското национално радио и първата изпълнителка на известната песен „Мо̀ре, сокол пие“ в 1940 година.

## Биография
| “ | Увѣрение Долуподписания Коста Христов Попето, гевгелийски войвода, родомъ отъ с. Смоквица, Гевгелийско, удостовѣрявамъ следното: Презъ време на Илинденското възстание азъ и Андрей Димитровъ Докурчевъ отъ Велесъ действувахме въ Крушово. Лично азъ убихъ заптията на чешмата. После хвърлихъ бомба въ укимато. Таксидаритѣ откриха огънъ и убиха единъ крушовчанецъ. Тогава азъ запалихъ кѫщата, въ която бѣха таксидаритѣ, които изгорѣха вѫтре. Презъ време на подготовката на Илинденското възстание Наста Павлова взимаше най-живо участие. Най-самоотвержно тя помагаше при укриване на пушки и четници. По подозрение, че мѫжътъ ѝ убилъ турчинъ лежалъ въ Битолския затворъ, а по време на възстанието турцитѣ го заклаха, както бѣгаше съ едното си момиче, което не следъ много време умре. Следъ потушаването на възстанието пакъ Наста Павлова се нае съ рискъ на живота да ни крие у дома си мене и Андрея. Заедно съ майка си Тана Горчилова тя ни преобличаше въ попски дрѣхи като попове за да ни спаси живота... И до днесъ тя не престава съ своитѣ пѣсни да манифестира българщината на македонцитѣ, като чрезъ тѣхъ поддържаше високо духа на своитѣ сънародници презъ робството. Нейнитѣ народни пѣсни по Радио София сѫ били слушали въ Македония като литургия съ сълзи на очи. Горното удостовѣрявамъ, за да ѝ послужи гдето трѣбва, защото тя наистина е една заслужила жена в борбитѣ за свободата на Македония. Коста Хр. Попов | ” |
|   | |   |

Родена е около 1869 година в Крушево, тогава в Османската империя. По време на Илинденско-Преображенското въстание Анастасия Павлова взема дейно участие в подпомагане на българските революционери. След потушаването на въстанието Наста Павлова укрива в къщата си българските революционери Коста Попето и Андрей Докурчев. След като родният ѝ град остава в пределите на Сърбия, тя се мести в Свободна България и се установява със семейството си в София, в квартал „Баталова воденица“.
В България Наста Павлова става известна изпълнителка и е първата певица, пяла на живо фолклорни песни пред микрофона на Българското национално радио, тогава Българско народно радио. Във втората половина на 30-те години на XX век Наста Павлова пее избрани македонски песни на живо по Радио София. Описвана е като стилна и даровита певица и като такава става много популярна в цяла България. Тя е и първата изпълнителка на известената песен „Мо̀ре, сокол пие“ в 1940 година.
Анастасия Павлова прави записи и в 1943 година на грамофонни плочи, които след това са дешифрирани от Тодор Тодоров. Тя записва общо 21 песни с различна тематика и функция, както също така и едно оплакване, което вероятно е единствено по рода си. То е посветено на убит от турците български революционер от Македония. В сбирката на Анастасия Павлова е много добре описан и крушевският лазарски обичай с песните към него.
Фолклористът Манол Тодоров казва за нея:
| „ | Баба Наста беше голяма изпълнителка, колоритна личност и певица с хъс. Пееше вдъхновено и артистично. Тя не изпълняваше песента, тя я пресъздаваше! | “ |

След Деветосептемврийския преврат, от 1945 година Наста Павлова престава да пее по радиото, нито участва в концерти из България. Заселва се в квартал „Красно село“, живее в мизерия. Умира в 1947 година.